# 15 d'agost
El 15 d'agost és el dos-cents vint-i-setè dia de l'any del calendari gregorià i el dos-cents vint-i-vuitè en els anys de traspàs. Queden 138 dies per finalitzar l'any.

## Esdeveniments
Països Catalans
- 1250 - Xàtiva, Regne de València: el rei Jaume I concedeix a la vila el privilegi d'organitzar una fira comercial.[1]
- 1285 - Girona: Combat de Santa Maria, episodi de la Croada contra la Corona d'Aragó a les portes de la ciutat. Les tropes catalanoaragoneses han de fugir davant l'embat francès.
- 1304 - Anatòlia: els almogàvers de la Gran Companyia Catalana vencen una coalició de turcs en la batalla de Cibistra.
- 1901 - Alaró, Mallorca: la llum elèctrica arriba a l'illa per primera vegada.[2]
- 1913 - Banyoles: Francesc Xavier Ballestero Pérez va fundar el F.C. Banyoles que l'any 1925 canviaria de nom per anomenar-se Club Esportiu Banyoles.

Resta del món
- 927 - Anglaterra: després d'un llarg procés d'annexions, els diversos petits regnes de l'actual territori anglès s'unifiquen sota Etelstan i es forma el Regne d'Anglaterra.
- 1309 - La Ciutat de Rodes es rendeix als cavallers de l'Orde de Malta, amb la qual cosa és completada la conquesta de l'Illa de Rodes.
- 1534 - París: Ignasi de Loiola funda la Companyia de Jesús.
- 1900 - Pequín és ocupat per una força conjunta europea-japonesa-estatunidenca amb l'objectiu d'acabar amb la Rebel·lió Boxer a la Xina.[3]
- 1914 - inauguració del Canal de Panamà.
- 1945 - Japó: el missatge de l'emperador Hirohito anunciant la rendició del Japó en la Segona Guerra Mundial és retransmés a la població japonesa.
- 1945 - els aliats celebren el Dia de la Victòria sobre el Japó que marca la fi de la Segona Guerra Mundial.
- 1947 - l'Índia assoleix la independència de l'Imperi Britànic liderada per Gandhi i Nehru.
- 1948 - Creació de Corea del Sud, oficialment la República de Corea (en coreà 대한민국 Daehan Minguk, hanja: 大韓民國) país de l'Àsia que ocupa la regió meridional de la península de Corea.[4]
- 1971 - El President dels Estats Units, Richard Nixon, deroga la conversió del dòlar en or.
- 1977 - The Big Ear, un radiotelescopi de la Universitat Estatal d'Ohio, que participa en el projecte SETI, rep un senyal de ràdio de l'espai profund. Aquest esdeveniment serà anomenat el senyal Wow!, per una anotació feta per un voluntari del projecte.
- 2004 - Veneçuela: Hugo Chávez guanya el referèndum revocatori.

## Naixements
Països Catalans
- 1842, València: Josep Aguirre Matiol, poeta valencià
- 1879, Sabadell: Josep Masllovet i Sanmiquel, músic i compositor català
- 1883, Barcelona: Consol Tomàs-Salvany i Claramunt, pintora catalana[5]
- 1909, Valls: Dolors Vives i Rodon, pilot catalana, pionera de l'aviació durant la Segona República, i professora de piano[6][7]
- 1920, València: Vicente Aguilera Cerni, crític d'art i assagista valencià
- 1964, Barcelona: Maria Mercè Cuartiella i Todolí, escriptora i dramaturga catalana.[8]
- 1975, València: Begoña Rodrigo de Jorge, cuinera valenciana.[9]
- 1990, Palma: Margalida Crespí Jaume, nedadora sincronitzada mallorquina, medallista olímpica.[10]

Resta del món
- 778, Roncesvalls, Navarra: Rotllà, Rotlà (o Rotllan i Rotlan) és un personatge de diverses llegendes europees, les quals es van originar a partir d'un personatge real, un cavaller franc que va viure al segle VIII, contemporani de Carlemany i prefecte de la marca de Bretanya.
- 1171, Zamora, Regne de Lleó: Alfons IX de Lleó
- 1195, Lisboa, Portugal: Sant Antoni de Pàdua, frare franciscà, teòleg i predicador catòlic
- 1250, Invorio: Mateu I Visconti, noble italià que va esdevenir Senyor de Milà entre 1294 i 1322
- 1769, Ajaccio, Còrsega (França): Napoleó Bonaparte, estadista francès[11]
- 1771, Edimburg, Escòcia: Walter Scott, escriptor escocès del Romanticisme.
- 1807, Mont-sous-Vaudrey (França): Jules Grévy, advocat, President de la República Francesa de 1879 a 1887
- 1858: 
  - Londres: Edith Nesbit, escriptora pionera de la literatura fantàstica juvenil[12]
  - La Sala, Occitània: Emma Calvé, soprano francesa, de la Belle Époque[13]
- 1859, Sevilla: Blanca de los Ríos Nostench, escriptora, pintora i editora espanyola [14]
- 1867: Anathon Aall, acadèmic noruec.
- 1872, Calcuta, Índia: Sri Aurobindo, filòsof indi
- 1875, Holborn, Londres: Samuel Coleridge-Taylor, compositor anglès
- 1879, Filadèlfia, Pennsilvània, Estats Units: Ethel Barrymore, actriu estatunidenca[15]
- 1880, Hamburg: Anna Rüling, periodista, de les primeres activistes en favor dels drets de les dones lesbianes[16]
- 1892, Dieppe, França: Louis-Victor de Broglie, físic francès, Premi Nobel de Física de 1929 [17]
- 1896, Praga, Imperi Austrohongarès: Gerty Theresa Radnitz (Gerty Cori), bioquímica, Premi Nobel de Medicina o Fisiologia de 1947[18]
- 1902, Sevilla: María Laffitte, aristòcrata, escriptora i crítica d'art espanyola, defensora dels drets de les dones[19]
- 1906, Rennes: Suzanne Basdevant-Bastid, professora francesa de dret, especialista del dret internacional públic [20]
- 1907, Cartagena: Carmen Conde, mestra, escriptora espanyola, la primera acadèmica de la Reial Acadèmia Espanyola[21]
- 1917, Ciudad Barrios, Departament de San Miguel, el Salvador: Óscar Romero, arquebisbe de San Salvador, assassinat el 2008.
- 1925, Mont-real, Canadà: Oscar Peterson, pianista de jazz canadenc
- 1928, Maceió, Brasil: Manfredo do Carmo, matemàtic brasiler.
- 1930, Lieja: Madeleine Tyssens, romanista, professora universitària i escriptora belga.[22]

- 1931, Springfield (Massachusetts) (EUA): Richard Fred Heck, químic estatunidenc, Premi Nobel de Química de l'any 2010[23]
- 1938, Kasur, Panjab (Pakistan; aleshores Raj Britànic): Pran Kumar Sharma, autor de còmics indi
- 1941, Oxford, Anglaterra: Laura Mulvey, teòrica del cinema i realitzadora britànica, professora a la Universitat de Londres.[24]
- 1945:
  - Bristol, Anglaterra: Nigel Terry, actor de teatre i cinema britànic.
  - Lo Mont de Marsan, Aquitània (França): Alain Juppé, polític francès, Primer Ministre de França entre 1995 i 1997.[25]
- 1946, Dinajpur: Khaleda Zia, política de Bangladesh que ha estat Primera ministra del país.[26]
- 1950, Londres: Anna, Princesa Reial, aristòcrata anglesa, filla de la reina Elisabet II del Regne Unit i el príncep Felip d'Edimburg.[27]
- 1954, Skelleftehamn, Suècia: Stieg Larsson, escriptor suec, autor de la Trilogia Millennium
- 1957, Ljubljana: Željko Ivanek, actor eslovè.
- 1963, Ciutat de Mèxic, Mèxic: Alejandro González Iñárritu, director de cinema.
- 1972, Berkeley, Califòrnia, Estats Units: Ben Affleck, actor estatunidenc.
- 1989: 
  - Casa Grande, Arizona, Estats Units: Joe Jonas, músic estatunidenc.
  - Madrid, Espanya: Belinda, lletrista, compositora, cantant i actriu mexicana.
- 1990, Louisville, Kentucky, Estats Units: Jennifer Lawrence, actriu estatunidenca.[28]

## Necrològiques
Països Catalans
- 1905 - Barcelona: Emili Vilanova i March, escriptor català (n. 1840)
- 1932 - Igualada: Josep Galtés i Cardús, tècnic i pintor modernista català (n. 1877)
- 1971 - Viena (Àustria): Joan Prat i Esteve, Armand Obiols, escriptor, periodista i crític literari català (n. 1904).[29]
- 1980 - Barcelona: Pau Vila i Dinarès, pedagog i geògraf català (n. 1881).[30]
- 1983 - Sabadell (Vallès Occidental): Miquel Crusafont i Pairó, paleontòleg català (n. 1910).
- 1997 - Barcelona: Joan Ferràndiz i Castells, pintor i escriptor català; reconegut internacionalment com a autor de Nadales (postals de Nadal).
- 1997 - París (França): Roc Llop i Convalia, sindicalista, escriptor català (n. 1908).
- 2009 - Cambrils: Pepita Reimundi, mestra i pedagoga socialista catalana (n. 1917).[31]
- 2011 - Barcelona: Joaquim Maluquer i Sostres, sociòleg i ornitòleg català, Creu de Sant Jordi el 1996 (n. 1930).
- 2015 - Beniarbeig, Alacant: Rafael Chirbes, escriptor en castellà i crític literari valencià (n. 1949).

Resta del món
- 873 - Xina: Emperador Yizong de Tang (n. 833).
- 978 - Kaifeng, Henan (Xina): Li Yu - en xinès: 李煜; en pinyin: Lǐ Yù, poeta i calígraf, fou el darrer sobirà de la dinastia Tang meridional.[32]
- 1057 - Lumphanan, Aberdeen: Macbeth, rei d'Escòcia (n.1005).
- 1118 - Constantinoble, Imperi Romà d'Orient: Aleix I Comnè fou emperador romà d'Orient del 1081 al 1118.
- 1576 - Pàdua: Valentin Bakfark (Valentinus Greff Bakfark, Bálint Bakfark, intèrpret de llaüt, compositor i musicòleg etnoalemany del Renaixement.[33]
- 1666 - Pequín (Xina): Johann Adam Schall von Bell, jesuïta alemany, matemàtic, missioner a la Xina (n. 1592).[34]
- 1799 - Milà, Itàlia: Giuseppe Parini, poeta italià (n. 1729).
- 1887 - San Lurinç, Udine: Catarine Percût, escriptora italiana en friülès.[35]
- 1909 - Londres: Laura Theresa Alma-Tadema, pintora i il·lustradora del Regne Unit (n. 1852).[36]
- 1935 - París, França: Paul Signac, pintor neoimpressionista francès (n. 1863)
- 1936 - Roma, Itàlia: Grazia Deledda, novel·lista italiana, Premi Nobel de Literatura de 1926 (n. 1871).[37]
- 1944 - Bucarest: Ștefania Mărăcineanu, física romanesa de renom internacional (n. 1882).[38]
- 1967 - Brussel·les, Bèlgica: René Magritte, pintor belga (n. 1898).[39]
- 1971 - Tànger, Marroc: Paul Lukas, actor hongarès (n. 1895).
- 1976 - Osca: María Sánchez Arbós, mestra i pedagoga espanyola (n. 1889).[40]
- 1982 - Estocolm (Suècia): Hugo Theorell, metge i bioquímic suec, Premi Nobel de Medicina o Fisiologia de l'any 1955 (n. 1903).[41]
- 1999 - Buenos Aires (La Pampa, Argentina): Olga Orozco, poetessa argentina (n. 1920).[42]
- 2004 - Estocolm (Suècia): Sune Bergström, químic i bioquímic suec, Premi Nobel de Medicina o Fisiologia de l'any 1982 (n. 1916).[43]
- 2012 - Los Angeles, Califòrnia: Bob Birch, músic estatunidenc (n. 1956).
- 2013 - 
  - La Corunya: Rosalía Mera, empresària espanyola creadora d'Inditex, i filantropa.[44]
  - Dallas, Texas: August Schellenberg, actor canadenc (n. 1936).
- 2014 - Manhattan, Nova York, Estats Units: Licia Albanese, soprano italiana nacionalitzada estatunidenca (n. 1909).[45]
- 2017 - Stephen Wooldridge fou un ciclista australià (n. 1977).

## Festes i commemoracions
- Dia de la Mare de Déu d'Agost. A Elx (el Baix Vinalopó) es fa el Misteri. Sota l'advocació de la Mare de Déu d'Agost es pot celebrar l'onomàstica de Maria, Mariona, Mireia i Míriam.
- Dia gran de la Festa Major de la Bisbal del Penedès, on se celebra la Gran Diada Castellera.
- Inici de la Fira d'Agost a Xàtiva, fins al 20 d'agost.

### Santoral[46]

#### Església Catòlica[47]
- Sants al Martirologi romà (2011): Estrató, Felip i Eutiquià de Nicomèdia, màrtirs (s. I); Tarsici de Roma, màrtir (segle iii); Simplicià de Milà, bisbe (401); Alipi de Tagaste, bisbe (430); Altfrid de Hildesheim, bisbe (874); Jacint de Cracòvia, dominic màrtir (1257); Estanislau Kostka, confessor (1568).
  - Beats: Aimone Taparelli, dominic (1495); Giuliana Puricelli, cofundadora de l'Orde de les Eremites Ambrosianes (1501); Isidor Bakanja, màrtir (1909); Luis Batiz Sáinz, Manuel Morales, Salvador Lara Puente, David Roldán Lara, màrtirs (1926); Carmelo Sastre Sastre, Domingo Hurtado Soler, preveres màrtirs (1936); Jaume Bonet i Nadal, prevere i màrtir (1936); Josep Maria Peris Polo, prevere màrtir (1936); Lluís Masferrer i Vila, prevere i companys màrtirs: José María Blasco Juan, Alfons Sorribes i Teixidó, Josep Maria Badia i Mateu, Josep Figuero Beitrán, Eduard Ripoll Diego, Francesc Roura i Farró, Jesús Agustín Viela Ezcurdia, José María Amorós Hernández, Joan Baixeras i Berenguer, Rafael Briega Morales, Lluís Escalé i Binefa, Ramon Illa i Salvia, Lluís Lladó i Teixidor, Miquel Masip i González, Faustino Pérez Garcia, Sebastià Riera i Coromina, Josep Maria Ros i Florensa, Francesc Castán Messeguer, Manuel Martinez Jarauta, màrtirs (1936); Claudio Granzotto, franciscà (1947).
- Sants no presents al Martirologi: Jocunda de Roma, màrtir; Napoleó d'Alexandria, sant llegendari; Baltram de Lure, abat (960); Arduí de Rímini, eremita (1009).
- Beats no presents al Martirologi: Rupert d'Ottobeuren, abat (1145); Bartomeu de Podio, dominic (1333); Alberto da Sarteano, dominic (1450).
- Venerables: Mechtilda de Magdeburg, mística (1282 o 1292); Limbania de Gènova, monja (1294); Bernhard Wensch, prevere (1942).
- Venerats a l'Orde de la Cartoixa: beat Lluís Telm, monjo d'Escaladei (1598).
- Venerats a l'Orde de la Mercè: beates Elisabet i Maria del Paradís d'Argamasilla; Fernando de Pazos, màrtir; Juan de Sevilla, cardenal (1556).

#### Església Copta
- 9 Mesori: Ori de Xatanuf, màrtir a Alexandria.

#### Església Ortodoxa (segons el calendari julià)
- Se celebren els corresponents al 28 d'agost del calendari gregorià.

#### Església Ortodoxa (segons el calendari gregorià)
Corresponen als sants del 2 d'agost del calendari julià.
- Sant Nicodem, Gamaliel i Abibas (s. I);
- Papa Esteve I (257);
- Friard de Vindumitta (573);
- Basili de Kubensk (1472);
- Marc de Belavinsk (1492);
- Basili de Moscou, foll per Crist (1552/1557);
- Teodor dels Dardanels, màrtir (1690);
- Plató, monjo màrtir (1937);
- translació de les relíquies de sant Esteve màrtir;
- consagració de l'església de Sant Joan el Teòleg a Constantinoble.

Església Ortodoxa Grega
- Màxim, Dada i Quintilià de Dorostulum (286);
- Focas, màrtir.

#### Esglésies luteranes
- Maria, mare de Déu; Hermann von Wied, arquebisbe de Colònia (1522).

#### Esglésies anglicanes
- Maria, mare de Déu.